# 黃光城
黃光城（1905年—1989年），字璋甸，筆名畫郵室主，曾為教師、會計；也是中國清紅印花加蓋暫作郵票郵學家。黃氏長年旅居菲律賓馬尼拉，一生奉獻於紅印花加蓋暫作郵票的追蹤與研究，著述文章常刊登於各大郵刊。著有《紅印花小壹圓存世考圖鑑》與《海關紅印花原票流傳考圖鑑》等紅印花研究專書。其中《紅印花小壹圓存世考圖鑑》被奉為紅印花研究的圭臬。黃氏本人更被後世郵人尊為紅印花郵學研究的一代宗師。